# Giuseppe Cairati
Giuseppe Cairati (Milano, 24 novembre 1845 – Milano, 28 aprile 1915) è stato un musicista e direttore d'orchestra italiano.

## Biografia
Giuseppe Cairati è cresciuto a Milano e studiò oboe e direzione d'orchestra al Real Conservatorio di musica. Lavorò come oboista, direttore d'orchestra e dal 1881 al 1897 come direttore dei cori al Teatro alla Scala, dove ha collaborato alle prime di varie opere di Giuseppe Verdi.. Lavorò dal 1884 come Maestro dei cantori adulti e dal 1893 al 1914 come Vice Maestro di Cappella della Cappella musicale del Duomo di Milano, il coro che accompagna musicalmente le celebrazioni nella cattedrale di Milano.

## Direzione d'orchestra (parziale)
Come direttore d'orchestra Cairati ha diretto le seguenti opere:
- Vincenzo Bellini: I puritani e i cavalieri, Teatro alla Scala, stagione di Carnevale Quaresima 1884-85[4]
- Georges Bizet: I pescatori di perle, Teatro alla Scala, stagione di Carnevale Quaresima 1885-86[5]
- Arrigo Boito: Mefistofele, Teatro alla Scala, stagione di primavera 1881[6]
- Alfredo Catalani: La Wally, Teatro alla Scala, stagione 1891-1892[7] e stagione 1892[8]
- Christoph Willibald Gluck: Orfeo ed Euridice, Teatro alla Scala, stagione di Carnevale Quaresima 1890-91[9]
- Carl Goldmark: La regina di Saba, Teatro alla Scala, stagione di Carnevale Quaresima 1887-88[10]
- Carlo Gomes: Côndor, Teatro alla Scala, stagione di Carnevale-Quaresima 1890-91[11]
- Jules Massenet: Il Cid, Teatro alla Scala, stagione 1890-91[12]
- Jules Massenet: Erodiade, Teatro alla Scala, stagione di Carnevale Quaresima 1881-82[13]
- Giacomo Meyerbeer: La stella del nord, Teatro alla Scala, stagione di Carnevale Quaresima 1882-1883[14]
- Giacomo Meyerbeer: Gli Ugonotti, Teatro alla Scala, stagione 1882[15] e stagione 1883-1884[16]
- Amilcare Ponchielli: Il figliuol prodigo, Teatro alla Scala, stagione 1891-92[17]
- Amilcare Ponchielli: Marion Delorme, Teatro alla Scala, stagione di Carnevale Quaresima 1884-85[18]
- Giacomo Puccini: Edgar, Teatro alla Scala, stagione di Carnevale Quaresima 1888-89[19]
- Giacomo Puccini: Manon Lescaut, Teatro alla Scala, stagione di Carnevale Quaresima 1893-94[20]
- Giacomo Puccini: Le Villi, Teatro alla Scala, stagione di Carnevale Quaresima 1884-85[21]
- Giuseppe Verdi: Ernani, Teatro alla Scala, stagione 1880-81[22]
- Giuseppe Verdi: Nabucco, Teatro Dal Verme, autunno 1886[23]
- Richard Wagner: I maestri cantori di Norimberga, Teatro alla Scala, stagione di Carnevale Quaresima 1889-1890[24]
- Richard Wagner: Tannhäuser ovvero la lotta dei Bardi al castello di Virteburgo, Teatro alla Scala, Stagione 1891-92[25]
- Carl Maria von Weber: Der Freischütz, Teatro alla Scala, stagione 1880-81[26]

## Direzione del coro (parziale)
Era direttore dei Cori del Teatro alla Scala dal 1881 – 1897 per le prime delle seguenti opere di Giuseppe Verdi.
- Simon Boccanegra, versione del 1881[30]
- Don Carlo, versione del 1884[31]
- Otello[32][33][34]
- Falstaff[35]

Era direttore dei cori per le opere seguenti:
- Alfredo Catalani: Dejanice, Teatro alla Scala, Carnevale-Quaresima 1882-83[36]
- Alfredo Catalani: Loreley, Teatro alla Scala [senza data][37]
- Édouard Lalo: Il re d'Ys, Teatro Alla Scala, stagione di carnevale-quaresima 1889-90[38]
- Wolfgang Amadeus Mozart: Don Giovanni, Teatro alla Scala, primavera 1881[39]
- Amilcare Ponchielli: I Lituani, Teatro Dal Verme, autunno 1886[40]
- Ambroise Thomas: Amleto, Teatro alla Scala, stagione di carnevale quaresima 1889-90[41]

## Composizioni (parziale)
Cairati ha composto soprattutto opere vocali, opere per orchestra da camera e opere per organo.
- Dies irae
- Ecce sacerdos magnus
- Fantasia per organo
- Fantasia per due organi
- In memoria aeterna
- Libera me domine
- Offertorio
- Il pianto degli Ebrei
- Requiem

## Discografia (parziale)
La discografia di Cairati include la prima registrazione completa dei Pagliacci di Ruggero Leoncavallo come pure brani scelti di opere di Giuseppe Verdi, Ruggero Leoncavallo e Georges Bizet.

### Registrazione completa
- Pagliacci: Registrazione completa (1907) / Leoncavallo; Antonio Paoli, Josefina Huguet, Francesco Cigada, Gaetano Pini-Corsi, Ernesto Badini; orchestra del Teatro alla Scala, dir. Carlo Sabajno; coro del Teatro alla Scala, dir. Giuseppe Cairati (Il mito dell'opera: Pagliacci (1907), Bongiovanni, GB 1120-2, 1996)[45]

### Brani scelti
- Il trovatore: Di quella pira / Verdi; Antonio Paoli; Clara Joanna; Cori della Scala; Carlo Sabajno, direttore; Giuseppe Cairati, direttore dei Cori (Gramophone Monarch Record)[46]
- Il trovatore: Miserere / Verdi; Antonio Paoli; Cori della Scala; Carlo Sabajno, direttore; Giuseppe Cairati, direttore dei Cori (Gramophone Monarch Record)[47]
- Pagliacci: Un tal gioco credetemi / Leoncavallo; Antonio Paoli, tenore; Cori della Scala; Orchestra diretta dall'autore; Cav. Giuseppe Cairati, direttore dei cori (Gramophone Monarch Record)[48]
- Pagliacci: Pagliacci, Suvvia, così terribile (Finale dell'opera) / Leoncavallo; Antonio Paoli, Josefina Huguet,  Francesco Cigada,  Gaetano Pini-Corsi,  Ernesto Badini e coro della Scala; orchestra diretta dall'autore; Mo dei cori Cav. Giuseppe Cairati (Gramophone Monarch Record)[49]
- Carmen: Duetto finale, Parte Seconda / Bizet; Comm. Antonio Paoli; Maria Pessari; Cori della Scala; M.o Direttore d'Orchestra Carlo Sabajno; M.o dei Cori Cav. Giuseppe Cairati (His Master's Voice)[50]
- Lohengrin: Cigno Gentil / Wagner; Comm. Fernando De Lucia; coro della Scala; M.o direttore d'orchestra Carlo Sabajno; M.o dei cori Cav. Giuseppe Cairati [London]: Gramophone, [dopo il 1907][51]

## Vita privata
Cairati era sposato con la cantante lirica Ernesta Maj (1854–1929). Ebbero un figlio, Alfredo Cairati, insegnante di musica, compositore e direttore di coro.